# 渕上サトリーノ
渕上 サトリーノ（ふちがみ サトリーノ）は日本の演出家・作家である。主な映像フォーマットは、人形アニメーション、3DCGアニメーションである。

## 略歴
海外、主に米国、英国、香港での映像制作を経て、帰国。海外では主に実写映画、ドキュメンタリー作品を手がける。日本では映像・出版・デザインなど数多くの作品に参加。映像作品以外にも、書籍、絵本を多数執筆。2006年、北海道札幌で起こった実話を元にした絵本「白いソニア（渕上サトリーノ〈作〉・さわたりしげお〈絵〉）」（自由国民社）を執筆。また、この絵本は2017年にストップモーション・アニメーションにより短編映画化されている。
他にも、2016年、国内初となる絵本「ねこの看護師 ラディ（渕上サトリーノ〈著〉・上杉忠弘〈イラスト〉）」（講談社刊）を出版。中国語版、スペイン語版、フランス語版など数カ国語で翻訳されている。
その他、日本国内でのプロデュース作品に、2003年の「ミトン」、2015年からの「ユーリ・ノルシュテイン作品」、エドゥアルド・ナザーロフ「犬が住んでいました」など。その他、ロシア・東欧（チェコ、ポーランド、ウクライナなど）作品を数多く手がけている。現在もロシア・東欧のアニメーション作品のマネージメントを行っている。